# Absolute Beginners
«Absolute Beginners» — песня Дэвида Боуи из вышедщего на экраны в 1986 году одноимённого кинофильма с его участием. Песня сначала вышла отдельным синглом, затем стала доступна на поступившем в продажу альбоме-саундтреке, и только потом на экраны вышел сам фильм.
В Великобритании сингл с этой песней достиг 2 места в национальном чарте (UK Singles Chart).
Музыкальное видео к песне снято режиссёром кинофильма «Абсолютные новички» Джулиеном Темплом. В видео используются также кадры из самого фильма. Ранее, в 1984 году, Джулиен Темпл работал с Боуи над короткометражным фильмом Jazzin’ for Blue Jean, представлявшем собой музыкальное видео к песне «Blue Jean».

## Рецензии
Музыкальный критик Дейв Томпсон с сайта AllMusic называет песню «Absolute Beginners» одной из лучших композиций, что Дэвид Боуи создал в 1980 годах, и даже, «в самом деле, одной из лучших песен всех времён». Такой же блестящей он считает и саму кинокартину «Абсолютные новички».

## Список композиций
Все песни написаны Дэвидом Боуи.

### 3" CD: Virgin CDT 20 (Великобритания)
1. «Absolute Beginners» — 8:03
2. «Absolute Beginners (Dub Mix)» — 5:40

### CD: Virgin CDF 20 (Великобритания)
1. «Absolute Beginners» — 8:03
2. «Absolute Beginners (Dub Mix)» — 5:40

### 7": Virgin VS 838 (Великобритания)
1. «Absolute Beginners» — 5:36
2. «Absolute Beginners (Dub Mix)» — 5:42

### 12": Virgin VSG 838-12 (Великобритания)
1. «Absolute Beginners (Full Length Version)» — 8:00
2. «Absolute Beginners (Dub Mix)» — 5:42

- Вышел в складном конверте.

### 12": EMI America SPRO 9623 (Великобритания)
1. «Absolute Beginners (Edited Version)» — 4:46
2. «Absolute Beginners (Full Length Version)» — 8:00

- Edited Version — эксклюзивная отредактированная версия

## Чарты
| Чарт                                   | Наив. поз. |
| -------------------------------------- | ---------- |
| Великобритания (UK Singles Chart)      | 2          |
| Канада (Canadian Singles Chart)        | 45         |
| Норвегия                               | 4          |
| США (Billboard Mainstream Rock Tracks) | 9          |
| США (Billboard Hot 100)                | 53         |